# 任意波形発生器
任意波形発生器（Arbitrary waveform generator）とは、任意の周波数と波形を持った信号を生成することが可能な信号発生装置。

## 概要
従来のファンクションジェネレータ等の信号発生装置では一定のパターンの信号の出力は可能であっても、実情に即した複雑な波形を有する信号の出力には適していなかった。任意波形発生器ではそのような複雑な波形を要する用途のために信号を出力する機能を備える。
かつてはエンドレステープを使用していた時期もあったが、近年では半導体メモリにデジタル化された波形を記憶してDA変換機を介して出力する方式が主流になっている。

## 用途
電子機器の開発、試験等に使用される。

## メーカー
- 横河メータ&インスツルメンツ
- 東陽テクニカ
- エヌエフ回路設計ブロック
- キーサイト・テクノロジー
- テクトロニクス
- ナショナルインスツルメンツ
- テレダイン・レクロイ
- Zurich Instruments
- OWON
- Siglent
- Hantek